# Patrick St. Esprit
Patrick St. Esprit (21 juni 1955) is een Amerikaans acteur. Zijn eerste grote rol was in de tv-komedie Police Squad! in de aflevering Ring of Fear (A Dangerous Assignment).

## Filmografie

### Film
| Jaar | Titel                           | Rol                          |
| ---- | ------------------------------- | ---------------------------- |
| 1986 | Fire in the Night               | Mike Swanson                 |
| 1987 | Terminal Exposure               | Ned Carson                   |
| 2001 | Not Another Teen Movie          | Austins vader                |
| 2003 | King of the Ants                | Sergeant Moorse              |
| 2006 | United 93                       | Majoor Kevin Nasypany        |
| 2010 | Chain Letter                    | Dean Jones                   |
| 2010 | Green Zone                      | Hayes                        |
| 2011 | Super 8                         | Wapencommandant              |
| 2012 | Blue Lagoon: The Awakening      | Pearlwing                    |
| 2013 | The Hunger Games: Catching Fire | Romulus Thread               |
| 2013 | The Last of Robin Hood          |                              |
| 2016 | Independence Day: Resurgence    | Minister van Defensie Tanner |

### Televisie
| Jaar         | Titel                    | Rol                                                       | Opmerkingen                                       |
| ------------ | ------------------------ | --------------------------------------------------------- | ------------------------------------------------- |
| 1985         | Knight Rider             | Tommy-Lee Burgess                                         | In de aflevering: "Knight by a Nose"              |
| 1990         | Matlock                  | Rick Allen                                                | In de aflevering: "The Witness"                   |
| 1993-2001    | Walker, Texas Ranger     | Lester Rawlins, Quint, Brad Furnell, Darby en Jack Garret | Vijf verschillende rollen                         |
| 1994         | Dr. Quinn, Medicie Woman | Carl                                                      | In de aflevering: "Ladies Night"                  |
| 2002         | Angel                    | Jenoff                                                    | In de aflevering: "Double or Nothing"             |
| 2007         | Desperate Houswives      | Detective Berry                                           | In de aflevering: "Distant Past"                  |
| 2007 - 2010  | Saving Grace             | Leo Hanadarko                                             |                                                   |
| 2008 - heden | Sons of Anarchy          | Elliott Oswald                                            |                                                   |
| 2010         | Castle                   | Agent Forrest                                             | In de aflevering: "Sucker Punch"                  |
| 2010         | The Mentalist            | Frank Lockhardt                                           | In de aflevering: "The Red Ponies"                |
| 2011         | Chicago Code             | Hugh Killian                                              |                                                   |
| 2013         | Revolution               | Commandant Ramsey                                         | In de aflevering: "The Stand"                     |
| 2013         | Scandal                  | Peter Foster                                              | In de aflevering: "Mrs. Smith Goes to Washington" |
| 2017 - 2025  | S.W.A.T.                 | Robert Hicks                                              |                                                   |

- Library of Congress Control Number: no2012131001
- Virtual International Authority File: 278040025
- WorldCat: E39PBJtxjcDRR4CgmKyvMjwXBP